# St. Johannes der Täufer (Raisting)

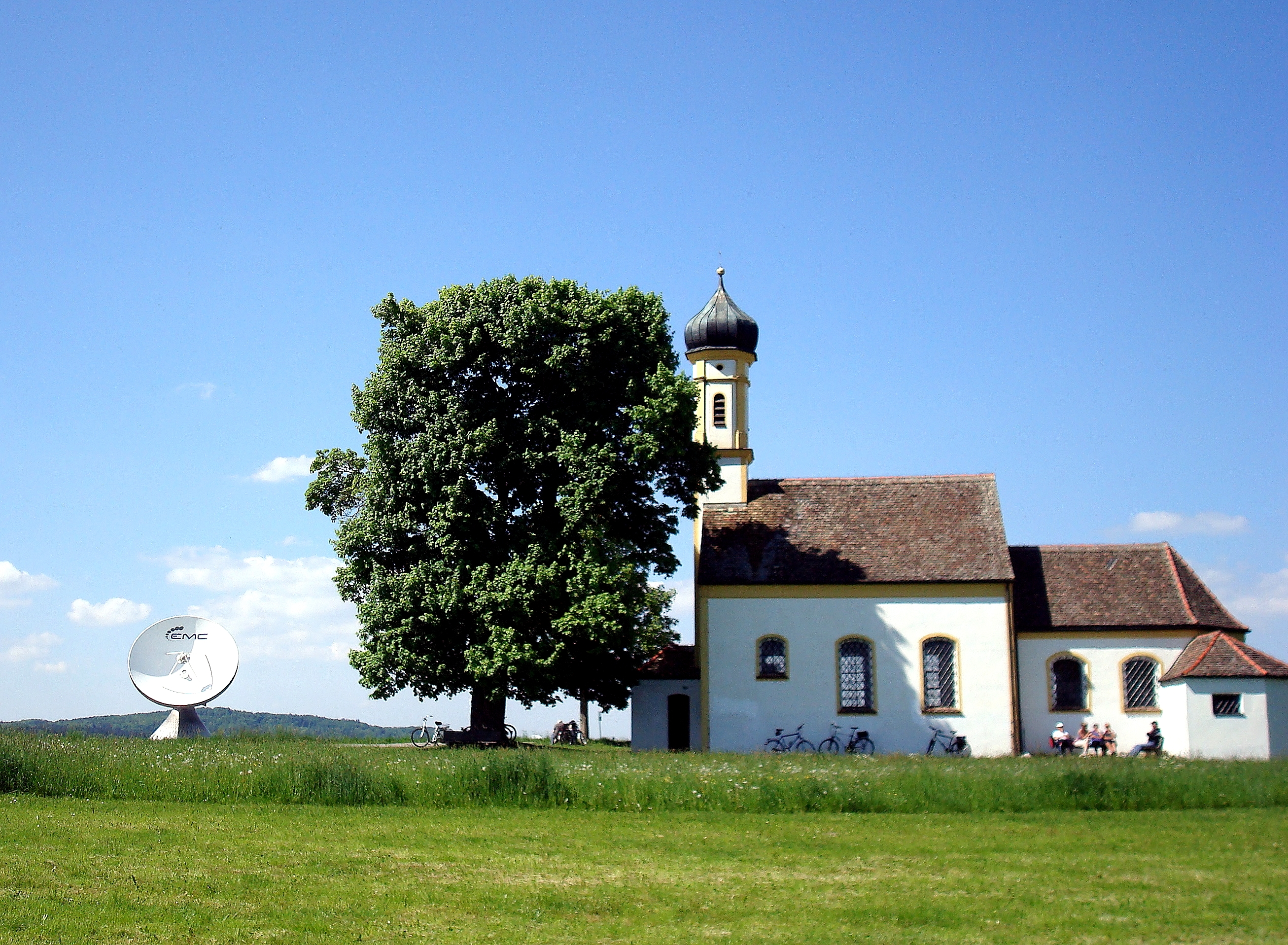
Kirche St. Johannes der Täufer in Raisting

Die ehemalige Wallfahrtskirche St. Johannes der Täufer in Raisting, einer Gemeinde im oberbayerischen Landkreis Weilheim-Schongau, wurde vermutlich um 1428 errichtet. Die Kirche, zwei Kilometer südlich des Ortes, ist ein geschütztes Baudenkmal.

## Beschreibung
Der spätgotische Saalbau besitzt einen stark eingezogenen dreiseitig geschlossenen Chor, an den eine Sakristei angebaut wurde. Der kleine Westturm wird von einer Zwiebelhaube bekrönt. Das Langhaus und der Turmaufsatz wurden 1725 erneuert.

## Ausstattung
Der Hochaltar wurde um 1728 geschaffen. Das Gnadenbild des Johannes des Täufers stammt aus dem Ende des 15. Jahrhunderts. Die Holzfiguren des hl. Zacharias, Vater des Johannes, und der hl. Elisabeth wurden 1728 geschnitzt.